# Nati nel 1904/Febbraio
| Questa pagina contiene informazioni ricavate automaticamente dalle voci biografiche con l'ausilio del template Bio e di un bot. L'aggiornamento è periodico e automatico e ricostruisce completamente la pagina. Se manca una persona in questa lista, sei pregato di non aggiungerla, ma accertati piuttosto che la sua voce biografica contenga il template Bio e che i dati anagrafici siano correttamente compilati. Se il template Bio manca, inseriscilo tu stesso o, in alternativa, metti l'avviso {{tmp\|Bio}} che ne segnala la mancanza. Se i dati riportati sono sbagliati, correggi direttamente la voce biografica; le modifiche saranno visibili in questa lista entro pochi giorni. Per chiarimenti vedi il progetto biografie. La lista contiene solo le 130 persone che sono citate nell'enciclopedia e per le quali è stato implementato correttamente il template Bio. Pagina aggiornata al 26 lug 2025. |

- 1º febbraio - Nicolino Cabitza, chitarrista italiano († 1983)
- 1º febbraio - René Couzinet, ingegnere francese († 1956)
- 1º febbraio - Franciska Gaal, attrice ungherese († 1973)
- 1º febbraio - Tricky Sam Nanton, trombonista statunitense († 1946)
- 1º febbraio - Pierre Naville, scrittore e sociologo francese († 1993)
- 1º febbraio - Joseph Asajiro Satowaki, cardinale e arcivescovo cattolico giapponese († 1996)
- 1º febbraio - José Marinho, filosofo portoghese († 1975)
- 2 febbraio - Peter Blos, psicoanalista tedesco († 1997)
- 2 febbraio - Valerij Pavlovič Čkalov, pioniere dell'aviazione sovietico († 1938)
- 2 febbraio - André Ferré, poeta italiano († 1954)
- 2 febbraio - Paola Marchetti, compositrice e pianista italiana († 1942)
- 2 febbraio - Helen Rose, costumista statunitense († 1985)
- 2 febbraio - Andreina Sacco, altista, ginnasta e cestista italiana († 1988)
- 2 febbraio - Stefano Santamaria, calciatore italiano († 1982)
- 2 febbraio - Piero Thiella, calciatore italiano
- 3 febbraio - Luigi Dallapiccola, compositore e pianista italiano († 1975)
- 3 febbraio - Alfredo De Polzer, politico e statistico italiano († 1965)
- 3 febbraio - Charles Arthur Floyd, criminale statunitense († 1934)
- 4 febbraio - Deng Yingchao, politica cinese († 1992)
- 4 febbraio - Antonín Křišťál, calciatore cecoslovacco († 1976)
- 4 febbraio - MacKinlay Kantor, scrittore, sceneggiatore e giornalista statunitense († 1977)
- 4 febbraio - Werner Nilsen, calciatore e allenatore di calcio norvegese († 1992)
- 4 febbraio - Teo Otto, pittore e scenografo tedesco († 1968)
- 4 febbraio - Georges Sadoul, storico del cinema e critico cinematografico francese († 1967)
- 4 febbraio - Jean Tranchant, compositore, cantante e pittore francese († 1972)
- 5 febbraio - Alfredo Barisone, calciatore italiano († 1992)
- 5 febbraio - Frederick Gordon-Lennox, IX duca di Richmond, nobile, politico e pilota automobilistico britannico († 1989)
- 5 febbraio - Bertha Holt, attivista statunitense († 2000)
- 5 febbraio - Sammy Mandell, pugile statunitense († 1967)
- 5 febbraio - Ettore Rosa, partigiano e politico italiano († 1960)
- 6 febbraio - Giuseppe Almici, vescovo cattolico italiano († 1985)
- 6 febbraio - Jean-Rosière-Eugène Arnaud, missionario e vescovo cattolico francese († 1972)
- 6 febbraio - Sam Leavitt, direttore della fotografia statunitense († 1984)
- 6 febbraio - Gaetano Piccinini, presbitero italiano († 1972)
- 6 febbraio - Johannes Pohl, presbitero, ebraista e bibliotecario tedesco († 1960)
- 6 febbraio - Raphael Tracey, calciatore statunitense († 1975)
- 7 febbraio - Tom Bradshaw, calciatore scozzese († 1986)
- 7 febbraio - Rocco D'Assunta, attore italiano († 1970)
- 7 febbraio - Jakob Tuggener, fotografo, regista e pittore svizzero († 1988)
- 8 febbraio - Igor' Bėlza, musicologo e compositore sovietico († 1994)
- 8 febbraio - Carlo II di Löwenstein-Wertheim-Rosenberg, politico tedesco († 1990)
- 8 febbraio - João Pereira Venâncio, vescovo cattolico portoghese († 1985)
- 8 febbraio - Hendrik Timmer, tennista olandese († 1998)
- 9 febbraio - Daniele Pellissier, fondista e sciatore di pattuglia militare italiano († 1972)
- 10 febbraio - Emil Bodnăraș, generale, agente segreto e politico rumeno († 1976)
- 10 febbraio - John Farrow, regista e sceneggiatore australiano († 1963)
- 10 febbraio - Luigi Petrungaro, attore italiano († 1990)
- 11 febbraio - Francesco Cantuti Castelvetri, militare e economista italiano († 1979)
- 11 febbraio - Keith Holyoake, politico neozelandese († 1983)
- 11 febbraio - Henry Labouisse, diplomatico statunitense († 1987)
- 11 febbraio - José Oliveira, compositore, polistrumentista e doppiatore brasiliano († 1987)
- 11 febbraio - Lucile Randon, religiosa e supercentenaria francese († 2023)
- 11 febbraio - Marta Renucci, giornalista francese († 1997)
- 11 febbraio - Pah Wongso, attivista, attore e educatore indonesiano († 1975)
- 12 febbraio - Rodolfo Ferrari, fisiologo, biologo e farmacologo italiano († 1975)
- 12 febbraio - Donald Lambert, pianista statunitense († 1962)
- 12 febbraio - Rudolf Platte, attore tedesco († 1984)
- 12 febbraio - Francesco Viscardi, calciatore italiano († 1960)
- 13 febbraio - Pietro Ebner, storico e numismatico italiano († 1988)
- 13 febbraio - Irene di Grecia, regina greca († 1974)
- 13 febbraio - Guillaume Lieb, calciatore francese († 1978)
- 13 febbraio - Guido Rigotti, allenatore di calcio e calciatore italiano († 1990)
- 13 febbraio - Margherita Sanna, politica italiana († 1974)
- 14 febbraio - Valentín Campa, politico e attivista messicano († 1999)
- 14 febbraio - Hertta Kuusinen, politica finlandese († 1974)
- 14 febbraio - Alfonso Olaso, calciatore spagnolo († 1936)
- 14 febbraio - Jean Tschumi, architetto svizzero († 1962)
- 15 febbraio - Larysa Aleksandroŭskaja, soprano, regista teatrale e politica bielorussa († 1980)
- 15 febbraio - László Kish, regista e sceneggiatore ungherese
- 15 febbraio - Antonin Magne, ciclista su strada, pistard e dirigente sportivo francese († 1983)
- 15 febbraio - Keizō Miura, sciatore alpino e alpinista giapponese († 2006)
- 15 febbraio - Louis Robert, storico e epigrafista francese († 1985)
- 15 febbraio - George Taylor, botanico scozzese († 1993)
- 16 febbraio - Attilio Alfieri, pittore italiano († 1992)
- 16 febbraio - James Baskett, attore e cantante statunitense († 1948)
- 16 febbraio - Josef Bühler, funzionario tedesco († 1948)
- 16 febbraio - Karl Heinz Bürger, generale tedesco († 1988)
- 16 febbraio - George Frost Kennan, diplomatico, storico e ambasciatore statunitense († 2005)
- 16 febbraio - Ercole Patti, scrittore, giornalista e sceneggiatore italiano († 1976)
- 16 febbraio - Carlo Torelli, politico italiano († 1994)
- 17 febbraio - Milton R. Krasner, direttore della fotografia statunitense († 1988)
- 17 febbraio - Erna Sondheim, schermitrice tedesca († 2008)
- 18 febbraio - Giorgio Bianchi, regista, sceneggiatore e attore italiano († 1967)
- 18 febbraio - Agostino Ernesto Castrillo, vescovo cattolico italiano († 1955)
- 18 febbraio - Riccardo Pacifici, rabbino italiano († 1943)
- 18 febbraio - Otto Rahn, storico tedesco († 1939)
- 19 febbraio - Leland Erskin Cunningham, astronomo statunitense († 1989)
- 19 febbraio - Milan Gorkić, politico e rivoluzionario jugoslavo († 1937)
- 19 febbraio - Maurice O'Sullivan, scrittore irlandese († 1950)
- 19 febbraio - Giovanni Zanni, calciatore e allenatore di calcio italiano († 1974)
- 20 febbraio - Herbert Brownell, politico statunitense († 1996)
- 20 febbraio - Oliver MacDonald, velocista statunitense († 1973)
- 21 febbraio - Alan Campbell, sceneggiatore statunitense († 1963)
- 21 febbraio - Heinrich Hergert, calciatore tedesco († 1949)
- 21 febbraio - Aleksej Nikolaevič Kosygin, politico sovietico († 1980)
- 21 febbraio - Armand Preud'homme, compositore e organista belga († 1986)
- 22 febbraio - Franz Kutschera, generale e politico austriaco († 1944)
- 22 febbraio - Juan Maglio, calciatore argentino († 1964)
- 22 febbraio - Giuseppe Marchi, calciatore e allenatore di calcio italiano († 1967)
- 22 febbraio - Stefano I Sidarouss, cardinale e patriarca cattolico egiziano († 1987)
- 22 febbraio - Donald Stockton, lottatore canadese († 1978)
- 22 febbraio - Frank Tieri, mafioso italiano († 1981)
- 23 febbraio - Terence Fisher, regista britannico († 1980)
- 23 febbraio - William Holmes, montatore statunitense († 1978)
- 23 febbraio - Gaston-Marie Jacquier, vescovo cattolico francese († 1976)
- 23 febbraio - Anton Kaltenberger, bobbista austriaco († 1979)
- 23 febbraio - Helen Nearing, scrittrice statunitense († 1995)
- 23 febbraio - Ottavio Scotti, scenografo italiano († 1975)
- 23 febbraio - William L. Shirer, giornalista e storico statunitense († 1993)
- 23 febbraio - Leopold Trepper, attivista polacco († 1982)
- 23 febbraio - Aleksandr Michajlovič Zguridi, regista cinematografico sovietico († 1998)
- 24 febbraio - Ralph Breyer, nuotatore statunitense († 1991)
- 24 febbraio - Giuseppe Caron, politico italiano († 1998)
- 24 febbraio - Giorgio De Stefani, tennista e dirigente sportivo italiano († 1992)
- 24 febbraio - Tim Graham, attore statunitense († 1979)
- 25 febbraio - Gino Bonichi, pittore e scrittore italiano († 1933)
- 25 febbraio - Marcel Capelle, calciatore francese († 1996)
- 26 febbraio - Agostino Di Stefano Genova, politico italiano († 1984)
- 26 febbraio - Luigi Ferrero, allenatore di calcio e calciatore italiano († 1984)
- 26 febbraio - Emīls Urbāns, calciatore lettone († 1989)
- 27 febbraio - Italo Breviglieri, calciatore italiano († 1975)
- 27 febbraio - James Thomas Farrell, scrittore statunitense († 1979)
- 27 febbraio - Michele Giampietro, filatelista e pedagogista italiano († 1993)
- 27 febbraio - André Leducq, ciclista su strada francese († 1980)
- 27 febbraio - Elisabeth Welch, attrice e cantante statunitense († 2003)
- 28 febbraio - Alfred Bohrmann, astronomo tedesco († 2000)
- 28 febbraio - Anthony Havelock-Allan, produttore cinematografico e sceneggiatore britannico († 2003)
- 29 febbraio - Rukmini Devi, danzatrice e politica indiana († 1986)
- 29 febbraio - Jimmy Dorsey, clarinettista e sassofonista statunitense († 1957)
- 29 febbraio - Ino Savini, direttore d'orchestra, compositore e musicologo italiano († 1995)